# NGC 909
NGC 909 je galaksija u zviježđu Andromeda.

## Vanjske poveznice
- SEDS: NGC 909